# Tontine (België)
Het begrip tontine is een overeenkomst waarbij partijen een goed of een zaak inbrengen. De invulling van die overeenkomst is in verschillende eeuwen en landen verschillend. Gemeenschappelijk aan alle varianten is dat het een kanscontract is, waarbij meerdere deelnemers elk een bedrag inleggen. Vanaf de tweede helft van de twintigste eeuw wordt de tontine in België bijna alleen nog gebruikt tussen samenwonende partners die het eigendom of vruchtgebruik willen vastleggen wanneer een van de partners later zou overlijden.

## Geschiedenis
Het principe wordt toegeschreven aan de 17e-eeuwse Napolitaanse bankier Lorenzo de Tonti. Meerdere personen storten een gelijk bedrag en krijgen er de rente van. Indien een persoon overlijdt, wordt zijn aandeel verdeeld onder de overlevenden. De laatste overlevende ontvangt het volledige kapitaal, soms een groot veelvoud van het ingelegde bedrag. Er zijn gelijkenissen met een lijfrente of een loterij. Het systeem was niet volkomen nieuw, want enigszins vergelijkbare systemen bestonden al in Italië.
Een variant bestaat erin dat een instelling, bijvoorbeeld een bank of overheid, rente uitkeert. Bij overlijden van de laatste begunstigde vervalt het kapitaal dan aan die instelling. In deze vorm introduceerde De Tonti het systeem in 1653 in Frankrijk. De overheid schreef een tontine uit, maar het parlement weigerde zijn goedkeuring. In 1689 zat de overheid echter zo krap dat Lodewijk XIV het systeem alsnog invoerde. Intussen had de tontine elders in Europa al wel ingang gevonden.
In de zeventiende en achttiende eeuw werd de tontine regelmatig gebruikt als overheidslening of voor een financiering van immobiliënprojecten. Wegens de nadelen raakte het systeem in onbruik als beleggingsvorm en in sommige landen werd de tontine zelfs verboden. Een groot bezwaar was, dat het overlijden van een deelnemer financieel voordeel of handelingsvrijheid kon opleveren voor de overigen, wat verdenking, wantrouwen en angst in de hand werkte en tot schandalen leidde. Een andere moeilijkheid is het feit dat een deelnemer zich alleen aan de tontine kan onttrekken met instemming van de andere partijen. Dit beschermt de deelnemers, maar het systeem is daardoor erg star.

## Religieuze gemeenschappen
De tontine werd vroeger gebruikt in kloosters en abdijen om ervoor te zorgen dat het patrimonium één bleef. De vzw-wet van 27 juni 1921 bood hiervoor een betere oplossing.

## Huidige praktijk
Sinds de tweede helft van de twintigste eeuw wordt de tontine vooral gebruikt om ervoor te zorgen dat het eigendom van een goed, dat door meerdere personen samen aangekocht werd, bij het overlijden van een van hen overgaat op de overlevende eigenaar(s). Zo kunnen bijvoorbeeld broers en zussen het familie-eigendom onverdeeld houden. De constructie kan ook gebruikt worden door huwelijkspartners; voor de wet maakt dit geen verschil.
De tontine lijkt op het beding van aanwas, dat onnauwkeurig ook wel tontinebeding wordt genoemd. In België is het beding van aanwas in het leven geroepen vanwege een belangrijk nadeel van de tontine: een onroerend goed kan bijna uitsluitend met instemming van alle betrokken partijen verdeeld worden. In de huidige samenleving waarin seriële monogamie geaccepteerd is, levert dat moeilijkheden op. Een beding van aanwas kan bijvoorbeeld voor twee jaar gelden en wordt dan stilzwijgend verlengd met telkens twee jaar, tot een van de partijen het beding op wil zeggen. Voor de fiscus verschillen tontinebeding en aanwasbeding niet van elkaar.
Bij de aankoop van onroerend goed laat de fiscus de opzet van een tontine enkel toe als er voor beide partners een gelijkwaardige kans is de langstlevende te zijn. Hierdoor wil men vermijden dat een tontine opgezet wordt om schenkings- of erfrechten te omzeilen.